# 2019 год в авиации
Список событий в авиации в 2019 году.

## События
- 13 апреля — первый полёт американского самолёта-носителя, элемента авиационно-космической системы воздушного старта Stratolaunch Model 351.[1]
- 30 марта —  российский лёгкий транспортный самолёт Ил-112 совершает первый полёт[2].
- 17—23 июля  — международный авиасалон в Ле-Бурже[3].
- 3 августа — первый полёт российского тяжёлого ударного БПЛА С-70 «Охотник».[4]
- 27 августа — 1 сентября  в Жуковском проводится авиасалон МАКС-2019[5].
- 30 сентября — крупная словенская авиакомпания Adria Airways объявила о банкротстве и отменила все запланированные рейсы. Она стала пятой авиакомпанией в Европе, которая обанкротилась в 2019 году, наряду с Thomas Cook, Thomas Cook Airlines, Thomas Cook Airlines Scandinavia, Air Azur и XL Airways[6].

## Катастрофы
- 14 января — Катастрофа Boeing 707 в Кередже
- 21 января — Исчезновение самолёта Piper PA-46 Malibu над Ла-Маншем
- 23 февраля — Катастрофа Boeing 767 Atlas Air
- 10 марта — Катастрофа Boeing 737 под Аддис-Абебой
- 27 декабря — Катастрофа Fokker 100 под Алма-Атой

## Персоны

### Скончались
- 18 февраля — Егоров, Пётр Егорович (105) — советский и российский лётчик гражданской авиации, публицист, генерал-майор авиации[7].